# Poruba pod Vihorlatom
Poruba pod Vihorlatom (in ungherese Németvágás, in tedesco Deutschporub o Nickelsdorf) è un comune della Slovacchia facente parte del distretto di Michalovce, nella regione di Košice.